# NiceOne Barcelona
NiceOne Barcelona (N1B), anteriormente conocida como Barcelona Games World (BGW), es una feria de videojuegos y esports que se celebra anualmente en Fira de Barcelona (Barcelona). La feria está organizada por Fira Barcelona desde 2018 y anteriormente estuvo organizada por la AEVI (Asociación Española de Videojuegos) en substitución de Madrid Games Week, también organizada por AEVI (anteriormente aDeSe). El evento está destinado tanto al público como a profesionales del sector y lleva ya 4 ediciones. Su última celebración fue en 2019 y no se sabe a ciencia cierta cuando volverá.

## Historia
Originalmente la feria de videojuegos y e-sports era conocida como Barcelona Games World. En los años 2016 (121.980 asistentes) y 2017 (135.000 asistentes), el evento se llevó a cabo en el recinto de Fira Barcelona ubicado en Plaza España y no fue hasta 2018 (138.00 asistentes) que se trasladó al recinto Gran Vía. 
Es en 2019 cuando el salón de videojuegos se transforma en NiceOne Barcelona (N1B). Según los directivos de la empresa, el nuevo nombre refleja cómo el evento se abre a nuevos ámbitos del mundo del entretenimiento digital, incorpora nuevos sectores a su oferta y consolida el modelo experiencial. El cambio de nombre de la marca hace referencia a una expresión popular dentro de la comunidad gamer que se utiliza durante las partidas (nice one en inglés, que significa buena jugada) y que a su vez forma un acrónimo con los ejes fundamentales del nuevo evento: Networking, Innovation, Conferences y Entertainment.
El director de NiceOne Barcelona, Josep Antoni Llopart, ha asegurado que "se trata de una apuesta estratégica para consolidar el evento y ampliarlo a otros ámbitos de la industria del entretenimiento digital. Los patrones de consumo de los jóvenes y los nativos digitales han cambiado y creemos que el futuro pasa por ofrecer al público un espacio de experiencias transmedia". En este sentido, ha añadido que "hemos conversado con muchos de los actuales expositores y otras empresas del sector y la respuesta a la nueva propuesta de valor ha sido extraordinaria lo que nos ha animado a apostar ya en 2019 por el cambio de formato con el objetivo de consolidarlo en 2020".
Josep Antoni Llopart habla también sobre los cambios en los hábitos culturales ya que es considerado que quien juega a videojuegos también consume series, y viceversa y el objetivo es poder ofrecer al público espacios con experiencias transmedia y donde se vean reflejada esta evolución. 

## Esports
Los esports son competiciones de videojuegos que se han convertido en eventos de gran popularidad. Por lo general los deportes electrónicos son competiciones de videojuegos multijugador, particularmente entre jugadores profesionales. NiceOne Barcelona (N1B) cuenta con un amplio abanico de actividades y eventos dentro de la feria y entre ellos se encuentran varias competiciones de deportes electrónicos. 
En la feria se pueden disfrutar presencialmente varias competiciones tanto amateurs como profesionales. En al ámbito amateur, tienen lugar las Orange Cups , un circuito de copas que se juegan de forma en línea en ArenaGG y que concluyen en una Gran Final en NiceOne Barcelona. Para esta competición los cuatro juegos con los que se puede participar son League of Legends (PC), Clash Royale (móvil), Counter-Strike: Global Offensive (PC) y Fortnite (PC, Móvil, PS4, XBOX One). 
Los videojuegos de móvil también tienen cabida en esta feria de videojuegos, cada vez se desarrollan juegos más completos y desarrollados y debido a la fácil accesibilidad que tiene el usuario para poder utilizarlos(no se necesita una consola o un ordenador), se han convertido en un sector en auge. Se trata del Barcelona Mobile Challenge, también organizado por ArenaGG, una competición dedicada al Mobile Gaming que abarca dos juegos: Brawl Stars y Call of Duty Mobile. Durante las 4 jornadas que dura el evento, todos los aspirantes podrán inscribirse en los torneos presenciales que se harán de cada juego e intentar obtener los premios para los dos mejores jugadores de la fase final.
Respecto a las competiciones de League of Legends encontramos el Circuito Tormenta y la Iberian Cup, ambos torneos organizados por la Liga de Videojuegos Profesional (LVP):
- El Circuito Tormenta es la competición amateur oficial de Riot Games en España en la que más de 1.500 equipos luchan por llegar a la Gran Final.
- La Iberian Cup es la competición que cierra el año competitivo de League of Legends. Este torneo enfrenta a los mejores equipos de la península y a su vez otorga una oportunidad a los equipos amateur de poder jugar contra equipos con más rango y nivel. De esta forma, 16 equipos disputan la Iberian Cup: los diez clubes pertenecientes a la Superliga Orange, los cuatro mejores de la Liga Portuguesa de League of Legends (LPLoL) y los dos mejores de los clasificatorios amateur (ArenaGG y Circuito Tormenta). Después de una fase de grupos que solo ocho superarán, los cuatro mejores equipos disputarán la fase final de forma presencial en NiceOne Barcelona.

## Actividades
En NiceOne Barcelona se pueden disfrutar de todo tipo de actividades relacionadas con el mundo del videojuego y multimedia incluyendo tiendas de merchandising y foodtrucks. Es posible probar las novedades de la industria del videojuego, incluyendo la realidad aumentada (RV), por la cual han querido apostar especialmente en la entrega de 2019 así como participar en escape rooms y pasajes del terror. 

### Realidad virtual
Pese a que la realidad virtual ya hace años que tiene presencia en la industria del ocio digital, no ha sido hasta el lanzamiento de la PlayStation VR que la tecnología se ha popularizado. En la tercera edición del Barcelona Games World se dedican hasta ocho áreas diferenciadas, con un total de 1.500 metros cuadrados, a las experiencias inmersivas.
De este modo, los usuarios habituales de los videojuegos tienen la oportunidad de dar un paso más y vivirlos de una manera más intensa y diferente. La feria también levanta miras, literalmente, con una plataforma a 50 metros de estatura para jugar a videojuegos con una perspectiva de vértigo.

### Videojuegos para móvil
En la última edición, por primera vez, el salón, en colaboración con el Mobile World Capital Barcelona, explora los videojuegos para móviles. El objetivo es consolidar uno de los segmentos con mayor crecimiento y progreso en los últimos años. Como novedad, se han añadido torneos como la Iberina Cup, la Barcelona Mobile Challenge y lo Circuito Tormenta, que incluyen competiciones como el Fortnite y lo Clash Royale.

### Games Expo

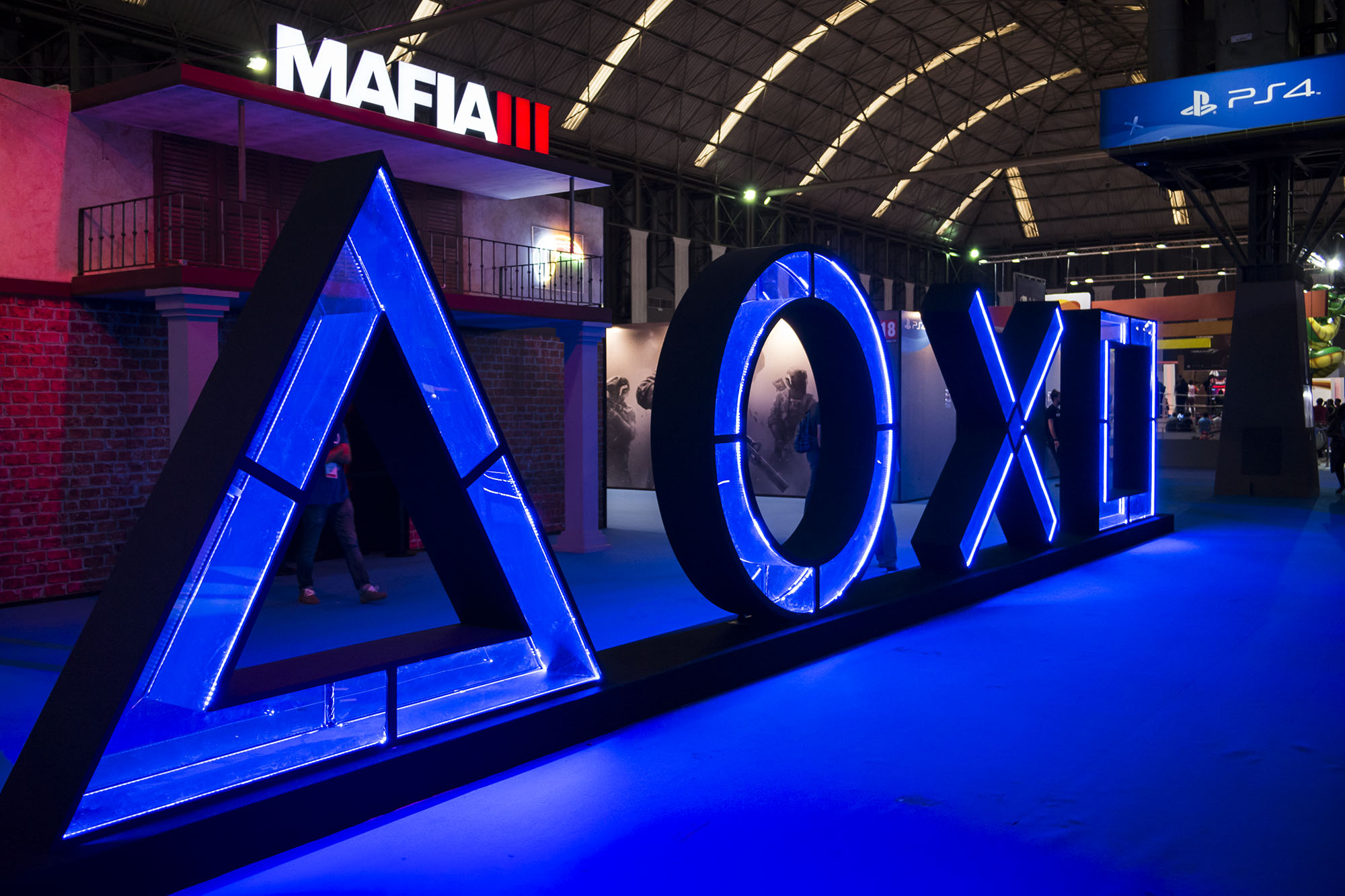
Stand de la Zona Expo de BGW 16'

Zona de exposición donde las diferentes distribuidoras y desarrolladoras de videojuegos muestran sus novedades. Entre las marcas presentes destacan PlayStation, Nintendo, Microsoft, Bandai Namco, Koch Media, 2K Games, Activision, Take Two, Konami, Electronic Arts o Badland Games. También hay una gran presencia de desarrolladoras indie españolas.

### Games Pro
Programa de conferencias y reuniones para profesionales del sector y del mundo académico.

### Competiciones
Las más importantes son las de los videojuegos League of Legends, Fortnite, Clash Royale, Arena of Valor y Hearthstone. Se organizan ligas y se culmina con una final que atrae miles de espectadores. Las competiciones de videojuegos se retransmiten vive a través de pantallas de grandes dimensiones y con audiencias que superan las 300.000 personas.

### Games Party
Música en directo, concursos de cosplay, encuentros de 'youtubers' y otros eventos al aire libre.

### RetroBarcelona

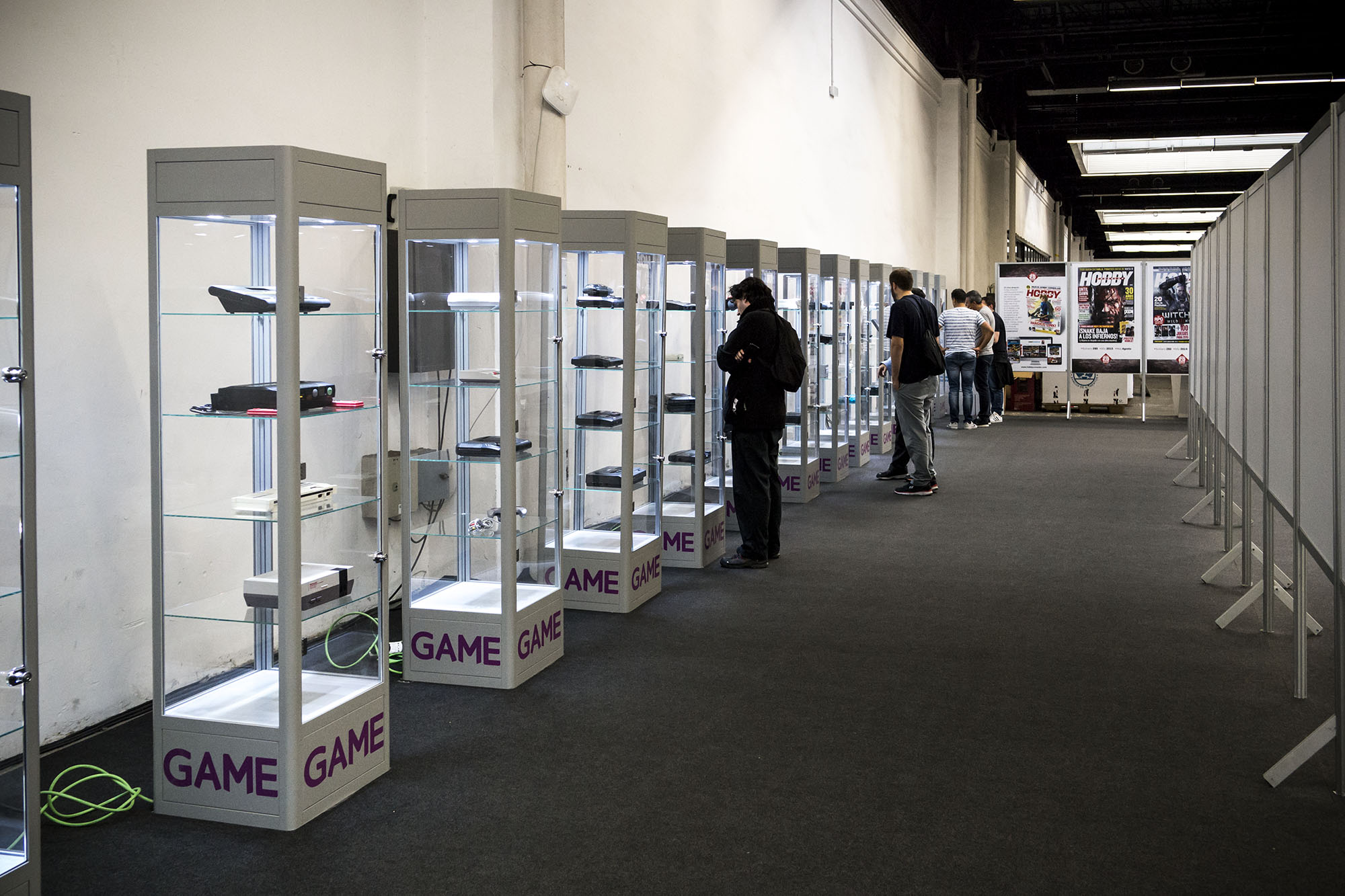
Museo de videoconsolas en RetroBarcelona 2016

Feria del videojuego 'retro' y tecnología clásica integrada a BGW desde su cuarta edición. Incluye zona de exposición (museo), zona de juego, torneos, conferencias sobre la historia del videojuego, podcast en directo y mercadillo.

## Formación
NiceOne Barcelona ofrece un espacio donde las distintas universidades que imparten estudios relacionados con los videojuegos y el entretenimiento digital dan a conocer su oferta educativa en stands ubicados en uno de los pabellones del recinto, donde proporcionan asesoramiento estudiantil y salidas profesionales. Entre los centros participantes se encuentran la UPF, la UOC, la Salle, la Enti-UB, Idem Barcelona, FX Animation, Escuela Joso, Seeway y Epitech.
Aparte de obtener información, también es posible asistir a talleres y sesiones que se realizan durante todos los días del salón. Estas sesiones abarcan varias temáticas relacionadas con el arte y los videojuegos, como por ejemplo la creación de la portada de un videojuego o el diseño mediante realidad virtual, así como herramientas de modelado, programación o animación en 2D y 3D, entre otros.

## Ediciones
| Año  | Fecha                             | Lugar                                                                             | Asistencia | Invitados destacados                                                           |
| ---- | --------------------------------- | --------------------------------------------------------------------------------- | ---------- | ------------------------------------------------------------------------------ |
| 2016 | 6 de octubre al 9 de octubre      | Fira Barcelona Palacios 1-2-3-5 y Plz. Universo (Barcelona)                       | 121.980    | Katsuhiro Harada (Bandai Namco), Hajime Tabata (Square Enix), Charles Martinet |
| 2017 | 5 de octubre al 8 de octubre      | Fira Barcelona Palacios 1-2-3-5 y Plz. Universo (Barcelona)                       | 135.000    | Toru Iwatani (Bandai Namco), Kazunori Yamauchi (Sony Japan)                    |
| 2018 | 29 de noviembre al 2 de diciembre | Fira Barcelona Pabellones 1-2 del recinto de Gran Via (Hospitalet de Llobregat)   | 138.000    |                                                                                |
| 2019 | 28 de noviembre al 1 de diciembre | Fira Barcelona Pabellones 4-5-6 del recinto de Gran Via (Hospitalet de Llobregat) | 124.000    |                                                                                |